# Giuseppe Mariani
Giuseppe Mariani (Pistoia, 1681 – Lentini, 1731) è stato un architetto italiano.
Fu attivo nel XVIII in Sicilia. Pur avendo realizzato opere di grande interesse, resta  un personaggio assai poco indagato nel panorama degli architetti del Barocco Siciliano. 

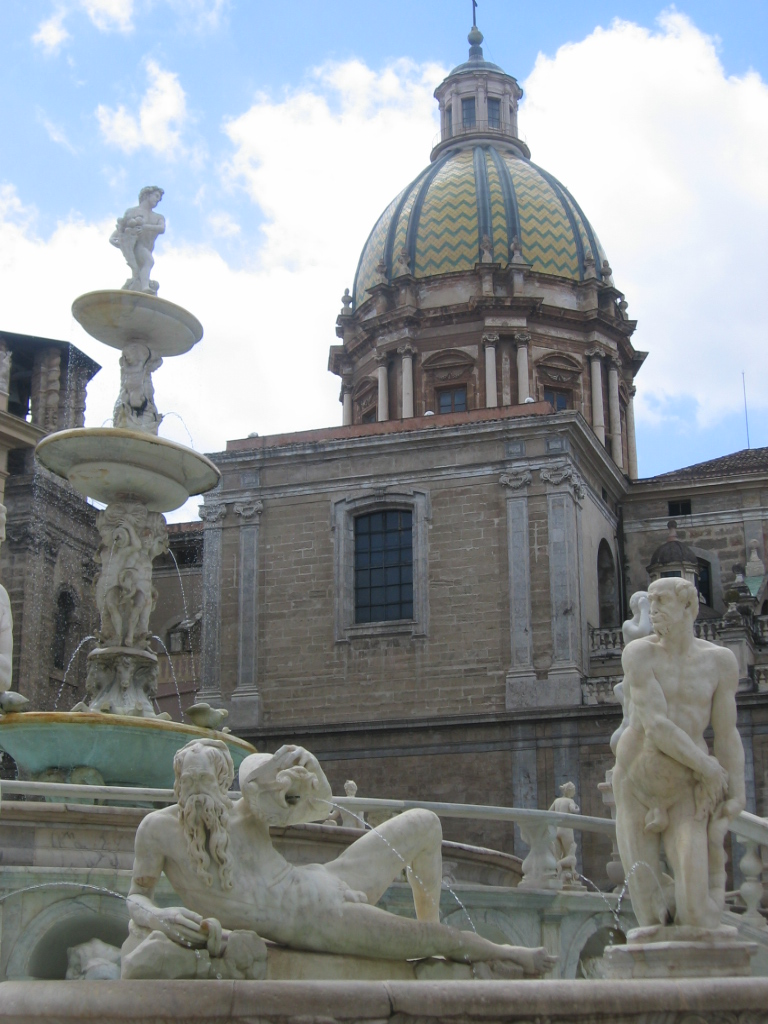
La cupola della chiesa di San Giuseppe dei Teatini vista dalla piazza Pretoria

## Biografia
La sua biografia risulta ancora piuttosto oscura, soprattutto per quel che riguarda la sua giovinezza. Nel 1702, a 21 anni, già si trovava in Sicilia come novizio nel convento dei Crociferi di Palermo, dove prese i voti. 
La sua formazione dovette probabilmente avvenire nell'ambito dell'ordine; forse sotto Giacomo Amato, anch'esso crocifero e molto attivo in quegli anni a Palermo.
Nel 1707 fu per quattro mesi a Roma, nella casa generalizia dell’ordine, avendo modo di studiare le opere dei grandi maestri del barocco romano come Borromini.
Al suo ritorno a Palermo iniziò la sua attività di architetto al servizi degli ordini religiosi. 
Completò la cupola (che era stata realizzata soltanto fino al tamburo) della chiesa di San Giuseppe dei Teatini, collocata presso i Quattro Canti di Città, nel centro  di Palermo. 
Sempre a Palermo progettò il campanile della chiesa di Santa Maria di Montevergini, usando elementi architettonici desunti dal lessico borrominiano.
Ebbe modo di progettare anche la sua cappella privata, intitolata a San Giuseppe e collocata nella chiesa di Santa Ninfa Palermo, testimonianza dello status raggiunto dall’architetto.
La sua opera maggiore fu la chiesa dei Santi Cosma e Damiano ad Alcamo per l’ordine delle Clarisse, realizzata  tra il 1721 e il 1722. L’edificio è  esternamente molto dimesso, mentre l'interno presenta una complessa pianta centrale incentrata su una figura esagonale che è un’esplicita citazione della chiesa borrominiana di Sant’Ivo alla Sapienza, a Roma. 

## Opere
- Chiesa dei Santi Cosma e Damiano (Alcamo)
- Cupola della Chiesa di San Giuseppe dei Teatini
- Santuario del Santissimo Crocifisso di Monreale
- Palazzo Cutò di Bagheria
- Casa Crocifera e la facciata della Chiesa Madre di Castellammare del Golfo